# 노르도스트폴더르

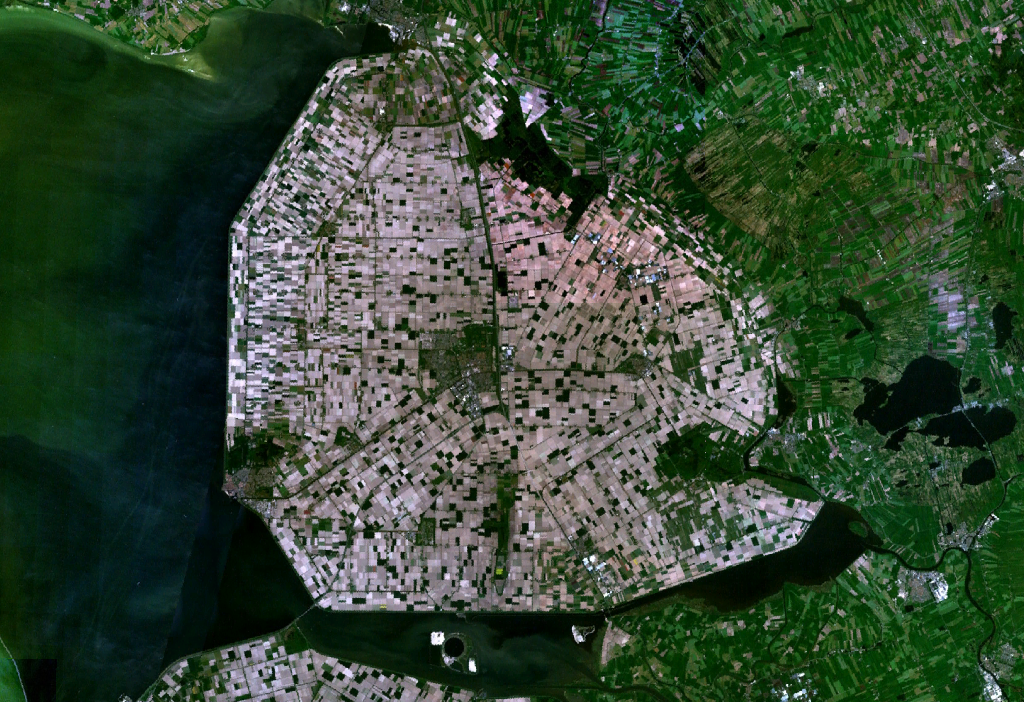
노르도스트폴더르 위성 사진

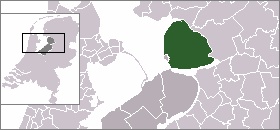
노르도스트폴더르의 위치

노르도스트폴더르(네덜란드어: Noordoostpolder)는 네덜란드 중부 플레볼란트주의 도시로 면적은 595.43km2, 높이는 -3m, 인구는 46,450명(2014년 5월 기준), 인구 밀도는 101명/km2이다. 도시 이름은 네덜란드어로 "북동쪽 폴더", 즉 "북동간척지"를 뜻한다. 스호클란트 지역은 원래 섬이었다. 소재지는 에멜로르트이다.

시기
시 문장